# Crónica de Nabucodonosor

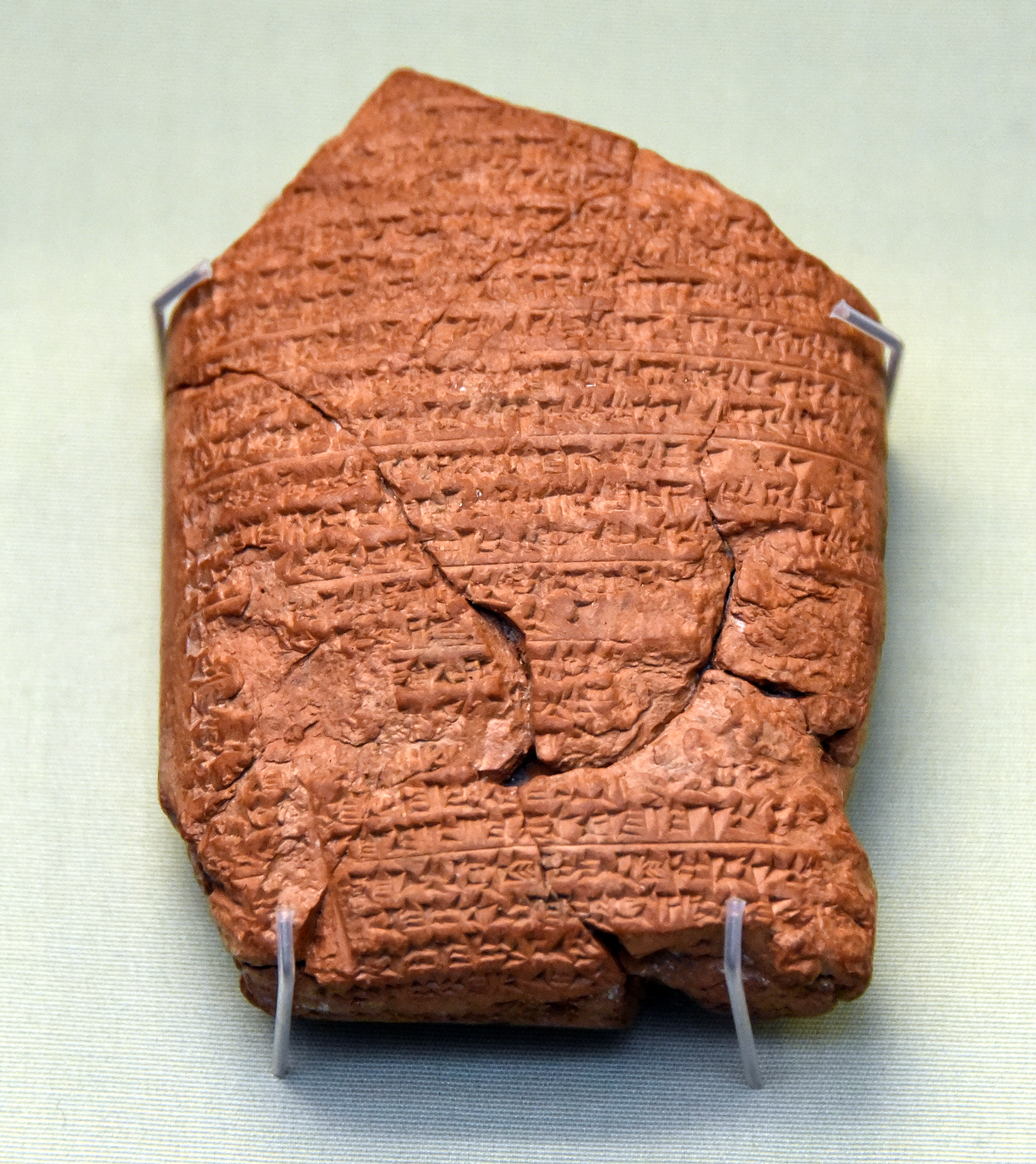
La inscripción cuneiforme de esta tablilla de arcilla destaca la conquista de Jerusalén por Nabucodonosor II y la rendición de Joaquín, rey de Judá, en el año 597 a. C. Procedente de Babilonia, Iraq.

La Crónica de Nabucodonosor, también conocida como Crónica de Jerusalén,  es una de las series de Crónicas mesopotámicas, y contiene una descripción de los primeros once años del reinado de Nabucodonosor II. La tablilla detalla las campañas militares de Nabucodonosor en Occidente y se ha interpretado que se refiere tanto a la batalla de Karkemish como al sitio de Jerusalén (597 a. C.). La tablilla está numerada como ABC5 en el texto estándar de Grayson y como BM 21946 en el Museo Británico.
Es una de las dos Crónicas identificadas que se refieren a Nabucodonosor, y no abarca la totalidad de su reinado. La ABC5 es una continuación de la Crónica Babilónica ABC4 (Los últimos años de Nabopolassar), donde Nabucodonosor es mencionado como el príncipe heredero.  Dado que el ABC 5 solo proporciona un registro hasta el undécimo año de Nabucodonosor, la posterior destrucción y exilio registrados en la Biblia hebrea que tuvieron lugar diez años después no están cubiertos en las crónicas ni en ningún otro lugar del registro arqueológico.
Al igual que la mayoría de las demás Crónicas mesopotámicas, la tablilla no tiene procedencia, ya que fue comprada en 1896 a través de un comerciante de antigüedades en una excavación desconocida. Fue publicada por primera vez 60 años después, en 1956, por Donald Wiseman.

## Carquemis
La tablilla afirma que Nabucodonosor «cruzó el río para enfrentarse al ejército egipcio que se encontraba en Carquemis». Lucharon entre ellos y el ejército egipcio se retiró ante él. Consiguió derrotarlos y los redujo a la inexistencia. En cuanto al resto del ejército egipcio, que había escapado de la derrota tan rápidamente que ninguna arma les había alcanzado, en el distrito de Hamath las tropas babilonias los alcanzaron y derrotaron de modo que ni un solo hombre escapó a su propio país. En ese momento, Nabucodonosor conquistó toda la zona de Hamat». 

## Sitio de Jerusalén
La Crónica no se refiere a Jerusalén directamente, pero menciona una «Ciudad de Iaahudu», interpretada como «Ciudad de Judá». La Crónica afirma:
En el séptimo año (de Nabucodonosor) en el mes de Kislev (noviembre/diciembre) el rey de Babilonia reunió a su ejército, y después de invadir la tierra de Hatti (Turquía/Siria) sitió la ciudad de Judá. El segundo día del mes de Adar (16 de marzo) conquistó la ciudad y tomó prisionero al rey (Jeconías). Instaló en su lugar a un rey (Sedecías) de su elección y, tras recibir un rico tributo, lo envió a Babilonia.

## Cronología
Se entiende que la Crónica confirma la fecha del Sitio de Jerusalén (597 a. C.). Antes de la publicación de las Crónicas Babilónicas por Donald Wiseman en 1956, Thiele había determinado a partir de los textos bíblicos que la captura inicial de Jerusalén por Nabucodonosor ocurrió en la primavera de 597 a. C., mientras que otros estudiosos, entre ellos Albright, dataron el acontecimiento con más frecuencia en el 598 a. C. 
No hay fuentes extrabíblicas para el Segundo asedio de Jerusalén, que se ha datado en el 587 a. C. La fecha se obtuvo comparando las pruebas de la Crónica con las fechas dadas en el Libro de Ezequiel en relación con el año del cautiverio de Jeconías, es decir, la primera caída de Jerusalén.